# ハワイミツスイ類
ハワイミツスイ類（はわいみつすいるい）は、鳥類スズメ目アトリ科ヒワ亜科の1系統である。分類によってはハワイミツスイ科 Drepanididae・ハワイミツスイ亜科 Drepanidinae・ハワイミツスイ族 Drepanidini の分類階級が与えられる（あるいは与えられた）。
ハワイミツスイと総称される。

## 特徴
ハワイ諸島にのみ生息する固有群である。
32種が記録されているが、すでに12種が絶滅している。
体長は10から20cmと幅広く、またクチバシの形も様々に変化に富んでいる。これらは絶海の孤島に過去に侵入した祖先種が、生態系のニッチにそれぞれ適応した進化（適応放散）を遂げた例として、ダーウィンフィンチ類と並んで有名である。

## 系統と分類
系統樹は Weir et al. (2009)より。ハワイミツスイ族との多分岐として描かれている枝は増減する可能性がある。
|  | シメ Coccothraustes・イカル属 Eophona・Mycerobas                                                     |
|  | |
|  | \| \| \| \| \| \| \| \| \| \| \| \| \| \| \| \| \| \| \| \| ハワイミツスイ族 Drepanidini \| \| \| \| |
|  | |
|  | |
|  | |
|  | |
|  | |
|  | |
|  | |
|  | ハワイミツスイ族 Drepanidini                                                                         |
|  | |

|  |                              |
|  |                              |
|  |                              |
|  |                              |
|  |                              |
|  |                              |
|  | ハワイミツスイ族 Drepanidini |
|  |                              |

ハワイミツスイ類は伝統的にはハワイミツスイ科 Drepanididae とされていた。Drepanidinae と Psittirostrinae の2亜科に分けることもあった (Amadon 1950)。
Pratt (1979) はハワイミツスイ類をアトリ科に含め、ハワイミツスイ亜科とした。彼はそれを、Drepanidini（旧 Drepanidinae）・Psittirostrini・Hemignathini の3族に分けたが、のちには否定した。Olson & James (1982) はさらに、ハワイミツスイ類をヒワ亜科に含めハワイミツスイ族とし、内部分類は行わなかった。
ハワイミツスイ類は系統的には、アトリ科ヒワ亜科の内部に位置する。ハワイミツスイ類を含まない狭義のヒワ亜科は側系統であり、Olson & James に従いヒワ亜科に含めるのが妥当である。ただし彼らはハワイミツスイ類以外のヒワ亜科（狭義のヒワ亜科に同じ）全てをヒワ族にまとめたが、このヒワ族は側系統である。ハワイミツスイ類を族として維持するなら、ヒワ族を複数族に分割する必要がある。

## 属と種
現生属と種は国際鳥類学会議 (IOC)より。アメリカ鳥学会 (AOU)による絶滅属と種を追加。
- Telespiza
  - Telespiza cantans, Laysan Finch, レイサンハワイマシコ
  - Telespiza ultima, Nihoa Finch, ニホアハワイマシコ
- †Psittirostra
  - Psittirostra psittacea, Ou, キガシラハワイマシコ
- †Dysmorodrepanis
  - †Dysmorodrepanis munroi, Lanai Hookbill, ラナイマシコ
- Loxioides
  - Loxioides bailleui, Palila, キムネハワイマシコ
- †Rhodacanthis
  - †Rhodacanthis flaviceps, Lesser Koa‐Finch, ヒメコアハワイマシコ
  - †Rhodacanthis palmeri, Greater Koa‐Finch, コアハワイマシコ
- †Chloridops
  - †Chloridops kona, Kona Grosbeak, ハワイマシコ
- Pseudonestor
  - Pseudonestor xanthophrys, Maui Parrotbill, オウムハシハワイマシコ
- Hemignathus ユミハシハワイミツスイ属
  - Hemignathus virens, Hawaii Amakihi (Chlorodrepanis virens)
  - Hemignathus flavus, Oahu Amakihi (Chlorodrepanis flavus)
  - Hemignathus kauaiensis, Kauai Amakihi (Chlorodrepanis kauaiensis)
  - †Hemignathus sagittirostris, Greater Amakihi (Viridonia sagittirostris)
  - †Hemignathus obscurus, Lesser Akialoa, ユミハシハワイミツスイ
  - †Hemignathus ellisianus, Greater Akialoa
  - †Hemignathus lucidus, Nukupuu, マウイカワリハシハワイミツスイ
  - Hemignathus munroi, Akiapolaau (H. wilsoni)
- Magumma
  - Magumma parva, Anianiau, アニアニアウ (Viridonia parva, Hemignathus parvus)
- Oreomystis
  - Oreomystis bairdi, Akikiki, カウアイキバシリ
  - Oreomystis mana, Hawaii Creeper, ハワイキバシリ
- Paroreomyza
  - Paroreomyza maculata, Oahu Alauahio, キバシリハワイミツスイ
  - †Paroreomyza flammea, Kakawahie, モロカイキバシリ
  - Paroreomyza montana, Maui Alauahio, マウイキバシリ
- Loxops ハワイミツスイ属
  - Loxops caeruleirostris, Akekee, アケキ
  - Loxops coccineus, Akepa, コバシハワイミツスイ
- †Ciridops
  - †Ciridops anna, Ula‐ai‐hawane, ウラアイハワネ
- Vestiaria
  - Vestiaria coccinea, Iiwi, ベニハワイミツスイ (Drepanis coccinea)
- †Drepanis
  - †Drepanis pacifica, Hawaii Mamo, キゴシクロハワイミツスイ
  - †Drepanis funerea, Black Mamo, クロハワイミツスイ
- Palmeria
  - Palmeria dolei, Akohekohe, カンムリハワイミツスイ
- Himatione
  - Himatione sanguinea, Apapane, アカハワイミツスイ
- Melamprosops
  - †Melamprosops phaeosoma, Poo‐uli, カオグロハワイミツスイ